# Império do Divino Espírito Santo da Vila Nova

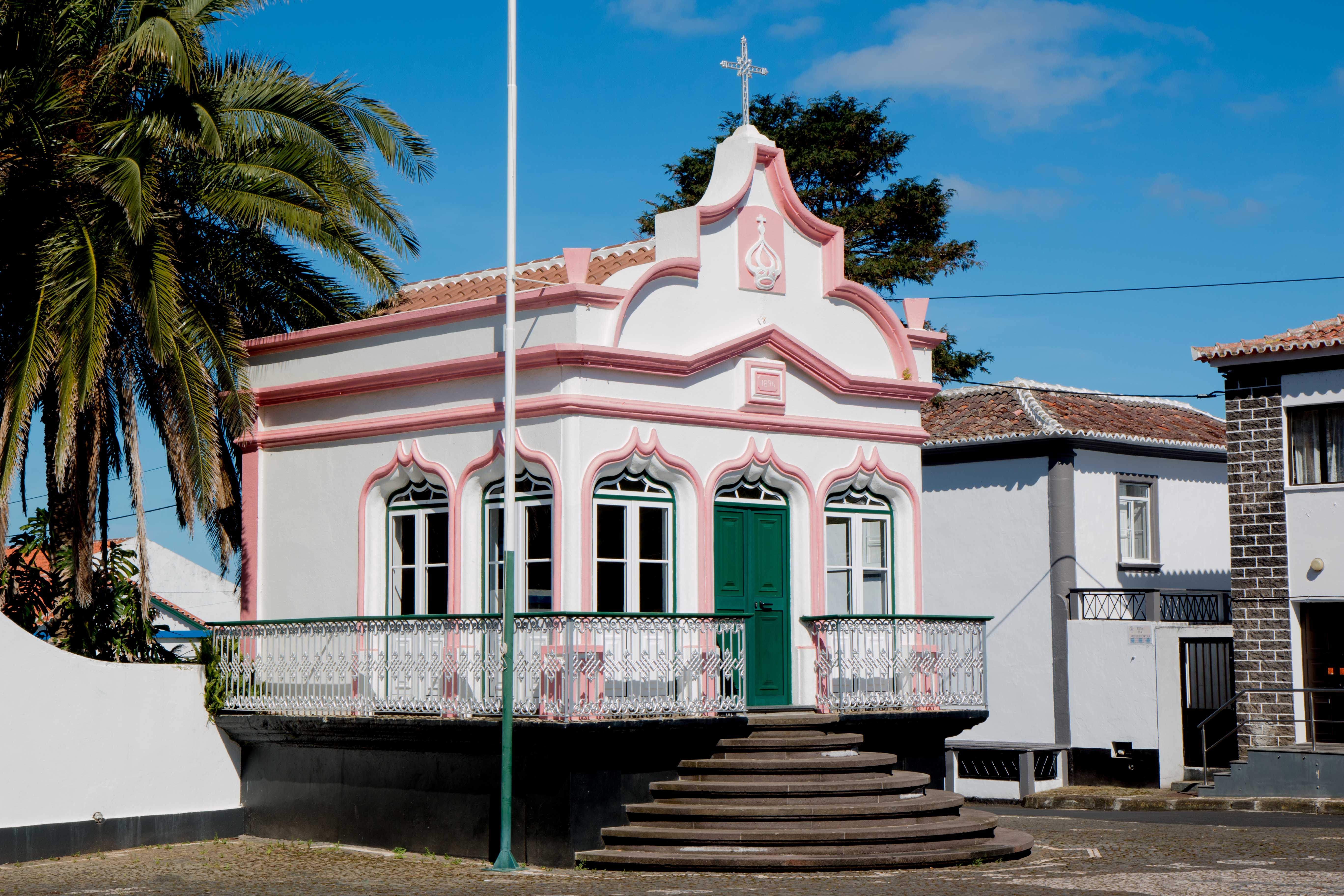
Império do Divino Espírito Santo da Vila Nova

O Império do Espírito Santo da Vila Nova é um Império do Espírito Santo português que se localiza na freguesia açoriana da Vila Nova, concelho da Praia da Vitória, ilha Terceira, arquipélago dos Açores.
Este Império do Espírito Santo tem a sua fundação no século XIX mais precisamente no ano de 1888.